# A la deriva (cuento)
A la deriva es un cuento del escritor uruguayo Horacio Quiroga, publicado en el libro Cuentos de amor de locura y de muerte de 1917.

## Resumen
Paulino fue mordido por una  yararacusú, una serpiente venenosa. Luego de la mordedura, él la mata con su machete para evitar ser mordido nuevamente y le destroza las vértebras.
Inmediatamente se ve el área de la herida muy afectada. Pide a su esposa Dorotea que le dé caña, pero debido al avance del veneno,  él piensa que es agua.
Inicia un viaje en su canoa por el Río Paraná hacia Tacurú Pucú para intentar sobrevivir. Casi no sentía la pierna por el agudo dolor. A mitad de camino decide pedirle ayuda a su compadre Alves, aunque estaban enemistados, y no se escucha respuesta alguna.  Decide retomar el viaje.
A medida que transcurría el tiempo, ya en la canoa, sentía que el dolor iba disminuyendo y la sed también, incluso podía respirar mejor. Esto le dio esperanzas de una pronta mejoría.  En este punto la canoa "giraba velozmente a la deriva".  El hombre empezó a delirar. Sentía helado todo su cuerpo y no podía respirar bien. Finalmente, inmerso en sus recuerdos, estira los dedos de la mano y muere.

## Análisis
El cuento tiene un comienzo abrupto (de golpe), ya que carece de introducción. No hay ubicación temporal ni espacial ni tampoco descripción de los personajes. Comienza directamente con el nudo: la mordedura de la yararacusú al protagonista. Este es referido como ¨el
hombre¨ a pesar de que más adelante en la historia conocemos su nombre: Paulino. Esto es así ya que el autor intenta universalizar su personaje, mostrar que esta historia pudo haberle ocurrido a cualquiera. Por este motivo el protagonista es mencionado al comienzo de los tres primeros párrafos de la historia utilizando las mismas palabras (el hombre), lo que constituye una anáfora.
Estos tres primeros párrafos ubican al lector en el entorno de la naturaleza salvaje, que serán la ubicación espacial de todo el relato. Posteriormente comienzan a describirse los primeros síntomas de la mordedura: dolor, sequedad de garganta, hinchazón, y sed quemante.
Esta rápida enumeración de síntomas nos permite deducir que la mordedura proviene de una serpiente venenosa. Encontramos una comparación ¨dos o tres fulgurantes puntadas como relámpagos¨ que nos permite conocer las características de estas puntadas. Vemos que los síntomas continúan aumentando gradualmente. Al final de este párrafo se describe de manera metafórica la sequedad de su garganta. Más adelante, se describe por medio de una aliteración.
A continuación el narrador le cede las palabras a sus personajes. Aparece Dorotea, la mujer del protagonista, personaje secundario de breve aparición. La urgencia de la situación motiva la brevedad del diálogo. El encuentro con su mujer finaliza luego de que Paulino descubriera la gravedad de su situación. Se utiliza una metáfora para describir los dolores de su pierna.
El hombre seguía y decidió remar hasta el centro del Paraná, el cuento nos describe el río y el camino hacia Tacurú-Pucú. Al llegar siente el efecto del veneno. Fue en busca de su compadre Alves. Al este no contestarle vuelve a la canoa y la corriente lo deja a la deriva (aquí se puede ver porque el título del cuento). El veneno empezaba a irse, recuperaba las esperanzas. El cuento termina con un final abrupto al momento que estira la mano.

## Personajes
Personaje principal:
- Paulino: hombre, adulto, fuerte, valiente, obstinado, solitario, luchador, arrogante y sobre todo puro

Personaje secundario: 
- Dorotea (esposa de Paulino): mujer, adulta, servicial, paciente, sumisa

Otros que solo menciona:
- Dougald, Lorenzo Cubilla (ex patrón): hombre.
- Juana (el vino o alcohol).
- Álvez (su compadre)